# بارك كيونغ هون
بارك كيونغ هون (الكورية: 박경훈): من مواليد 19 يناير 1961. مدرب كرة قدم من كوريا الجنوبية ومدافع سابق لنادي بوهانغ ستيلرز، ودرب أيضا نادي جيجو يونايتد من 2010 إلى 2014. ولعب لبوهانغ ستيلرز طوال حياته الكروية.
وقد حصل على جائزة أفضل لاعب في الدوري الكوري في عام 1988. وشارك في كأس العالم لكرة القدم لكوريا الجنوبية في 1986 و 1990.

## وصلات خارجية
- Park Kyung-hoon – National Team Stats at اتحاد كوريا الجنوبية لكرة القدم (بالكورية)
- بارك كيونغ هون على موقع الاتحاد الدولي (مؤرشف)  (الإنجليزية)
- بارك كيونغ هون على موقع دوري كوريا الجنوبية (الإنجليزية)
- بارك كيونغ هون على موقع قاعدة بيانات كرة القدم.إي يو (الإنجليزية)
- بارك كيونغ هون على موقع ناشيونال فوتبول تيمز (الإنجليزية)
- بارك كيونغ هون على موقع أوليمبيديا (الإنجليزية)
- Interview with Park Jyung Hoon, The Jeju Weekly, 13 November, 2010